# Болова пирамида
Болова пирамида је ерозијски остатак штитастог вулкана и калдере. Налази се 20 километара југоисточно од Лорд Хау острва у Тихом океану. Висока је 562 метра, док је у подножју широка само 400 метара. Дужина острва је 11 километара. Забележена је у Гинисовој књизи рекорда као највиши камени торањ на свету. Налази се такође и на попису светске баштине.
Ова xрид представља остатак врха некадашњег вулкана. Формирана је пре око 7 милиона година.

## Историја

### Откриће
Године 1931. пилот Френсис Чичестер је видео Болову пирамиду током свог лета преко Тасманије. Описао је као "широки прадавни камени бодеж".
Први човек за којег се зна да је видео ову стену је поручник Хенри Лидгберд Бол. Био је члан краљевске ратне морнарице и заповедник брода Саплај. Стена облика пирамиде добила је назив по њему Болова пирамида. Пријавио је откриће 1788. године. На истом путовању је открио Лорд Хау острво.

Артур Филип је предео око Болове пирамиде описао:
    „Опасна стена се налази 4,5 километара југозападно од пирамиде. Њен мали део је изван воде, и делује да није већа од чамца. Поручник Бол није имао шансу да истражи да ли је безбедан пут између стене и пирамиде или не.”
Прва особа за коју се верује да је стигла до обале је Хенри Вилкинсон, геолог, 1882. године.

### Алпинизам
Године 1964. тим људи из Сиднеја, међу којима је био и авантуриста Дик Смит, покушали су да се попну на врх пирамиде. Због недостатка хране и воде били су приморани да петог дана одустану.
На Болову пирамиду су се први пут попели Џон Дејвис и Брајден Ален 14. фебруара 1965. године. Наредног дана то су успела и екипа са Новод Зеланда.
Смит се 1979. године вратио на пирамиду заједно са Џон Воралом и Хју Вардом. Успешно су дошли до врха и размотали заставу Новог Јужног Велса коју им је дао премијер Невил Рен. Тиме је острво званично постало територија Аустралије.
Пењање је забрањено 1982. године, а 1986. године и било који приступ. 1990. године дозвољено је пењање под стриктним условима, што последњих година подразумева слање захтева одговарајућем министру.

## Географски положај
Болова пирамида се налази уз источну обалу Аустралије, око 700 километара североисточно од Сиднеја. Налази се у Тихом океану, 20 километара јужно од острва Лорд Хау.

## Биодиверзитет

### Melaleuca howeana
Melaleuca howeanа грм је пронађен на Боловој пирамиди. Грм расте у малој пукотини где вода достиже кроз пукотине на стени. Та влага је потпомогла релативно бујан раст биљака што је с временом резултирало накупљањем биљних крхотина дубине неколико метара

### Dryococelus australis
На Боловој пирамиди је пронађена последња позната дивљу популација инсекта Dryococelus australis.
Након последњег виђења врсте на Лорд Хау острву 1920. године, претпоставњено је да је врста изумрла. Докази о преживљавању врсте су пронађени на Боловој пирамиди 1964. године током пењања када је мртва јединка пронађена и усликана, током наредних година пронађено је још неколико мртвих јединки. Покушаји да се нађе жива јединка су били безуспешни.
Године 2001. тим ентомолога и конзерватора је слетео на Болову пирамиду да би испитали његову флору и фауну. Као што су се надали, пронашли су популацију инсекта који живи на подручју 6 са 30 метара, на 100 метара надморске висине.
Нађени су испод једног грма Melaleuca howeana-е. Популација је била изузетно мала, бројала је 24 јединке. Два пара су доведена на копно Аустралије и нове популације су успешно узгајане с крајњим циљем враћања на Лорд Хау острво.
Године 2014. неовлашћени пењачки тим је уочио живе инсекте 65 метара испод врха Болове пирамиде што показује да је домет инсеката шири него што се раније мислило. Такође је показано да Melaleuca howeana није једина храна коју ови инсекти једу.

### Coris bulbifrons
У близини се налази најјужнији корални гребен у чијим усецима и пукотинама, као и у рововима и испод избочина у стени, живи више од 400 врста тропских риба. Coris bulbifrons је једна од врста риба које живе овде. Ендемска је врста.